# واندا
واندا (انگلیسی: Wanda Cinemas) شرکت سرگرمی چینی است که در سال ۲۰۰۵ تأسیس شد.